# ب‌ام‌و کی۱۶۰۰
ب‌ام‌و کی۱۶۰۰ یک موتورسیکلت اسپورت مسافرتی ساخت شرکت ب‌ام‌و موتوراد آلمان است که در سال ۲۰۱۱ میلادی رونمایی شد.